# Dalveer Bhandari

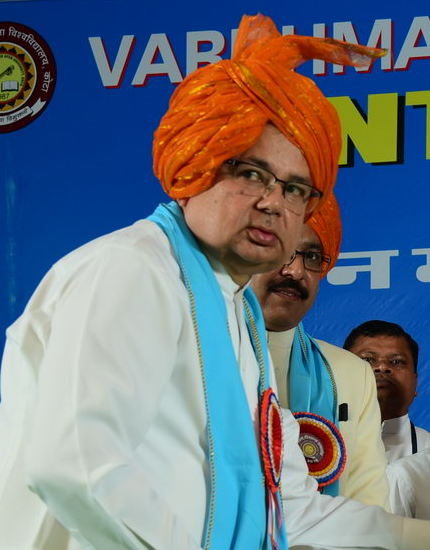
Dalveer Bhandari

Dalveer Bhandari (Hindi दलवीर भंडारी; * 1. Oktober 1947 in Jodhpur) ist ein indischer Jurist. Er fungierte von 2005 bis 2012 als Richter am Obersten Gericht Indiens und ist seit 2012 als Richter am Internationalen Gerichtshof tätig.

## Leben
Dalveer Bhandari wurde 1947 in Jodhpur geboren und absolvierte seine juristische Ausbildung an der Jodhpur University in seinem Heimatland und an der Northwestern University, an der er einen Abschluss als Master of Laws erlangte. Anschließend war er zunächst als Anwalt in Chicago tätig, bevor er 1973 nach Indien zurückkehrte und dort als Anwalt zunächst am Rajasthan High Court und ab 1977 am Obersten Gericht Indiens praktizierte. Ab 1991 fungierte er als Richter am Delhi High Court. Nach 13 Jahren in dieser Funktion wurde er im Juli 2004 zum Vorsitzenden Richter am Bombay High Court ernannt. Im Oktober 2005 wechselte er als Richter an das Oberste Gericht Indiens.
Von der Generalversammlung und dem Sicherheitsrat der Vereinten Nationen wurde er im April 2012 zum Richter am Internationalen Gerichtshof (IGH) in Den Haag gewählt. Seine Wahl fand außerhalb der turnusgemäßen Richterwahlen als Nachwahl statt, da sich der bisherige Amtsinhaber Aun Schaukat al-Chasauneh aufgrund seiner Ernennung zum Ministerpräsidenten seines Heimatlandes Jordanien vom IGH zurückgezogen hatte. Die Vereidigung von Dalveer Bhandari fand am 19. Juni 2012 statt, seine Amtszeit lief zunächst bis zum turnusgemäßen Ende der Amtsdauer seines Vorgängers im Februar 2018. Im November 2017 wurde er für eine weitere neunjährige Amtszeit bis 2027 wiedergewählt.

## Auszeichnungen
Dalveer Bhandari erhielt 2010 einen Ehrendoktortitel der Tumkur University und 2014 den Padma Bhushan. Die juristische Fakultät der Northwestern University wählte ihn 2009 anlässlich ihres 150-jährigen Gründungsjubiläums zu einem ihrer 16 berühmtesten und herausragendsten Absolventen. Von der Indischen Gesellschaft für internationales Recht wurde er zum Ehrenmitglied ernannt.